# Грибова
Грибова́ — село в Україні, у Лановецькій міській громаді Кременецького району Тернопільської області. Розташоване на сході району на правому березі ріки Горинь в місці впадіння в неї річки Жирак, вище по течії на протилежному березі річки Жирак розташовані Ланівці, нижче по течії на відстані 4,5 км розташоване село В'язовець (Шепетівський район), на протилежному березі — село Юськівці. До 2020 року підпорядковане Гриньківській сільраді.
Населення — 859 осіб (2003).

## Історія
Поблизу Грибової виявлено римські монети.
Перша писемна згадка — 1533 як Дрибова. Власність М. Денисковича, згодом перейшло до Б. Острозької.
12 червня 2020 року, відповідно до розпорядження Кабінету Міністрів України № 724-р «Про визначення адміністративних центрів та затвердження територій територіальних громад Тернопільської області» увійшло до складу Лановецької міської громади.
19 липня 2020 року, в результаті адміністративно-територіальної реформи та ліквідації Лановецького району, село увійшло до складу Кременецького району.

## Пам'ятки
Є церква святого Архістратига Михаїла (1762; дерев'яна).

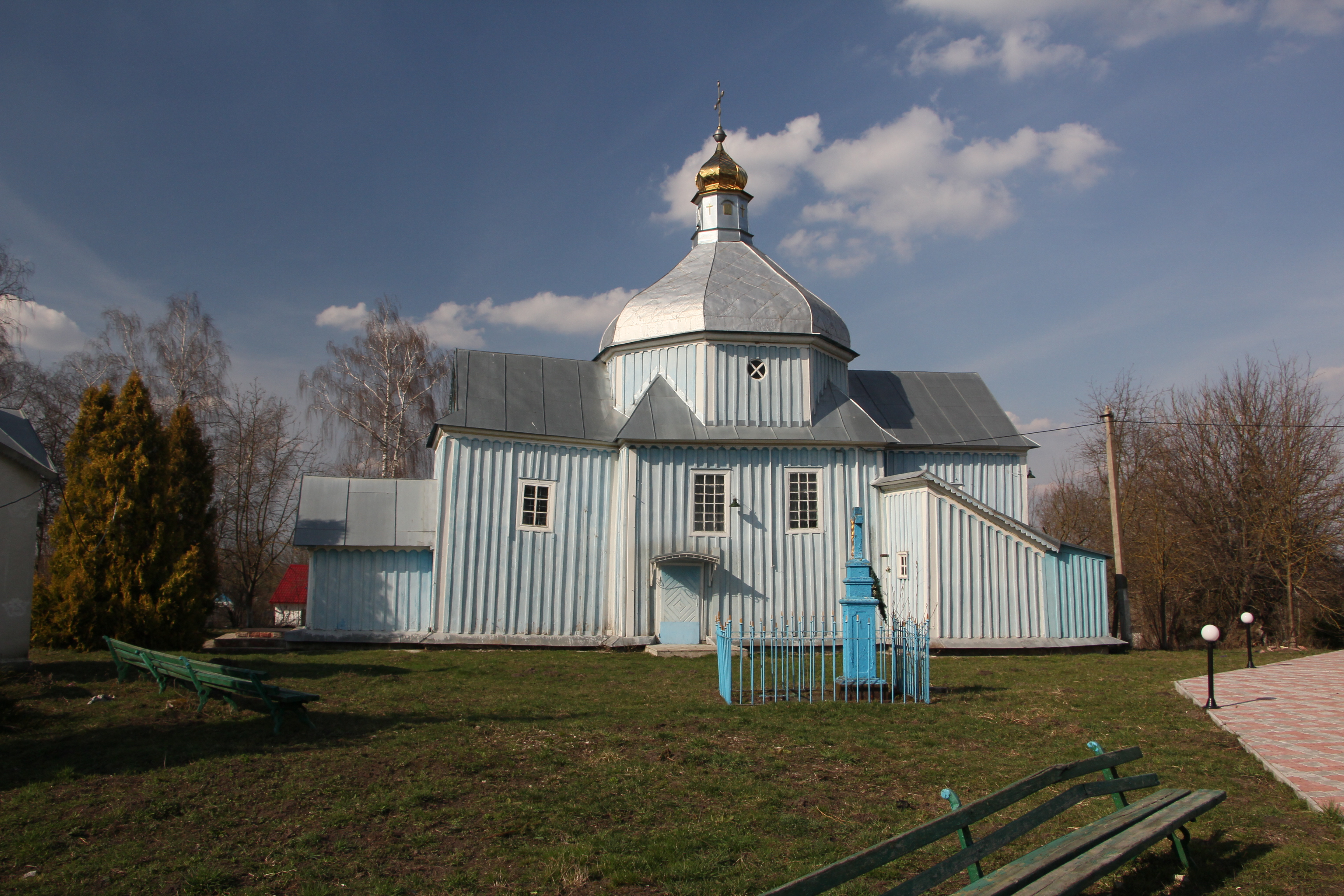
Дерев'яна церква в селі Грибова Лановецького району Тернопільської області

## Пам'ятники
Споруджено пам'ятник воїнам-односельцям, полеглим у німецько-радянській війні (1985), насипана могила воякам УПА, полеглим 1944 року в бою із загоном НКДБ.

## Соціальна сфера
Діють загальноосвітня школа І ступеня, бібліотека, ФАП, дитячий садочок.
16 листопада 2013 року архієпископ Тернопільський, Кременецький і Бучацький УПЦ КП Нестор відвідав з архіпастирським візитом Лановецьке благочиння та звершив освячення новозбудованого Свято-Михайлівського храму села Грибова.

## Відомі люди

### Народилися
- народний артист України Олександр Гринько[5],
- футболіст Олег Ящук,
- український радянський діяч Іван Ящук,
- літератор, громадська діячка Софія Буняк,

|  | Буняк Софія Олександрівна (30.09.1931) — літератор, громадська діячка. Ювілейна медаль «10 років Незалежності України» (2001). Навчалася у Львівському педагогічному інституті в Дрогобичі. 1950 Б. заарештували органи МДБ; покарання відбувала у Новосибірській області. Від 1954 — у Москві: Закінчила медичне училище і педагогічний інститут, працювала в 2-му Московському медичному інституті, перекладачем у НДІ проблем ВШ. 1993-2002 проживала у Ланівцях, нині — у Києві. Вірші, нариси, статті опубліковані у періодиці. Автор книг «Чаєчка», «Світло погаслої зірки» (обидві — Ланівці, 1995), «Одіссея Ольги Горошко» (2000), «Зірки на долонях» (2001, обидві — К.). Редактор-упорядник літературно-мистецького альманаху «Лан: Лановеччина творча» (Т., 2001). |

## Галерея

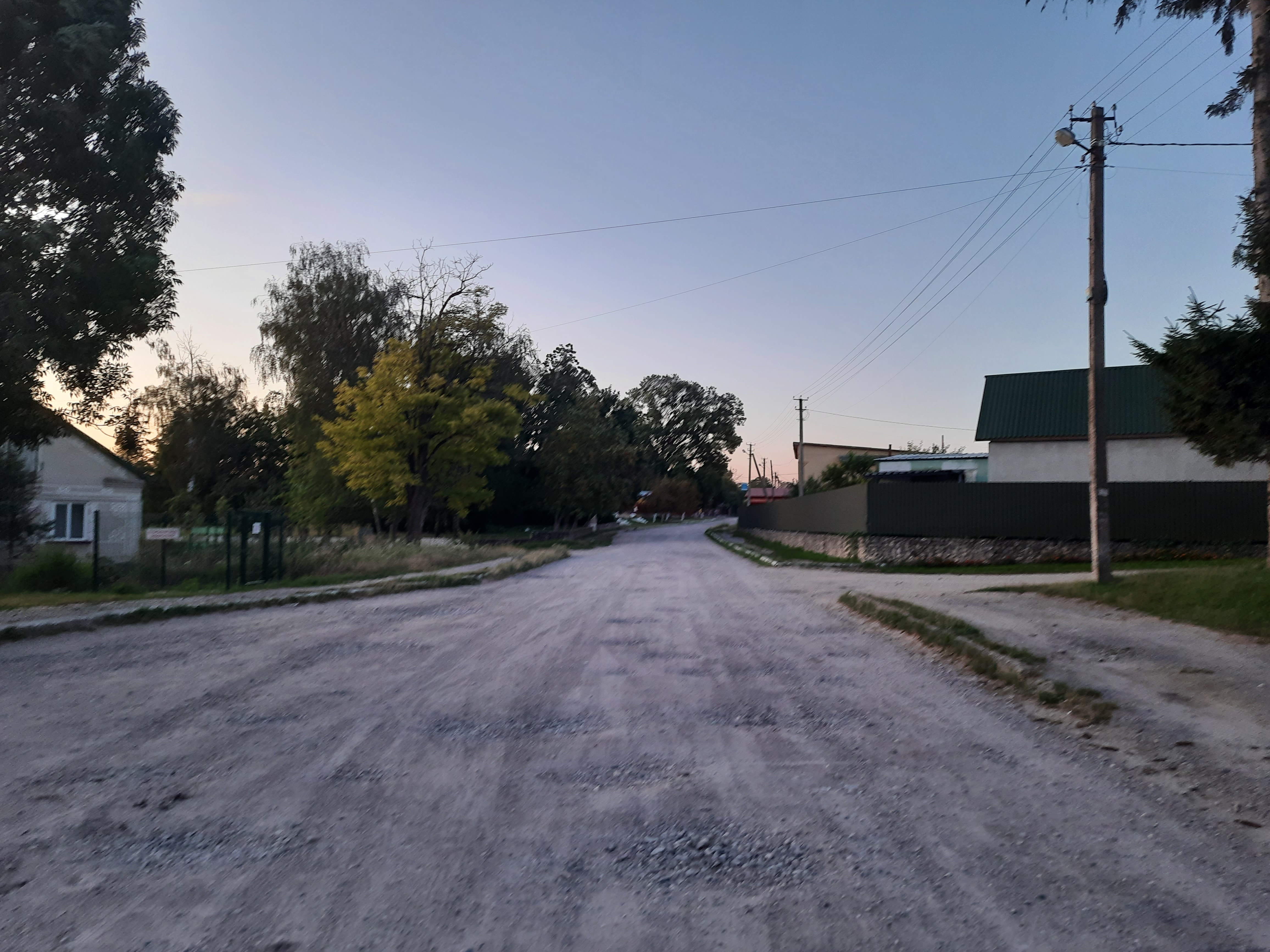
Центральна вулиця
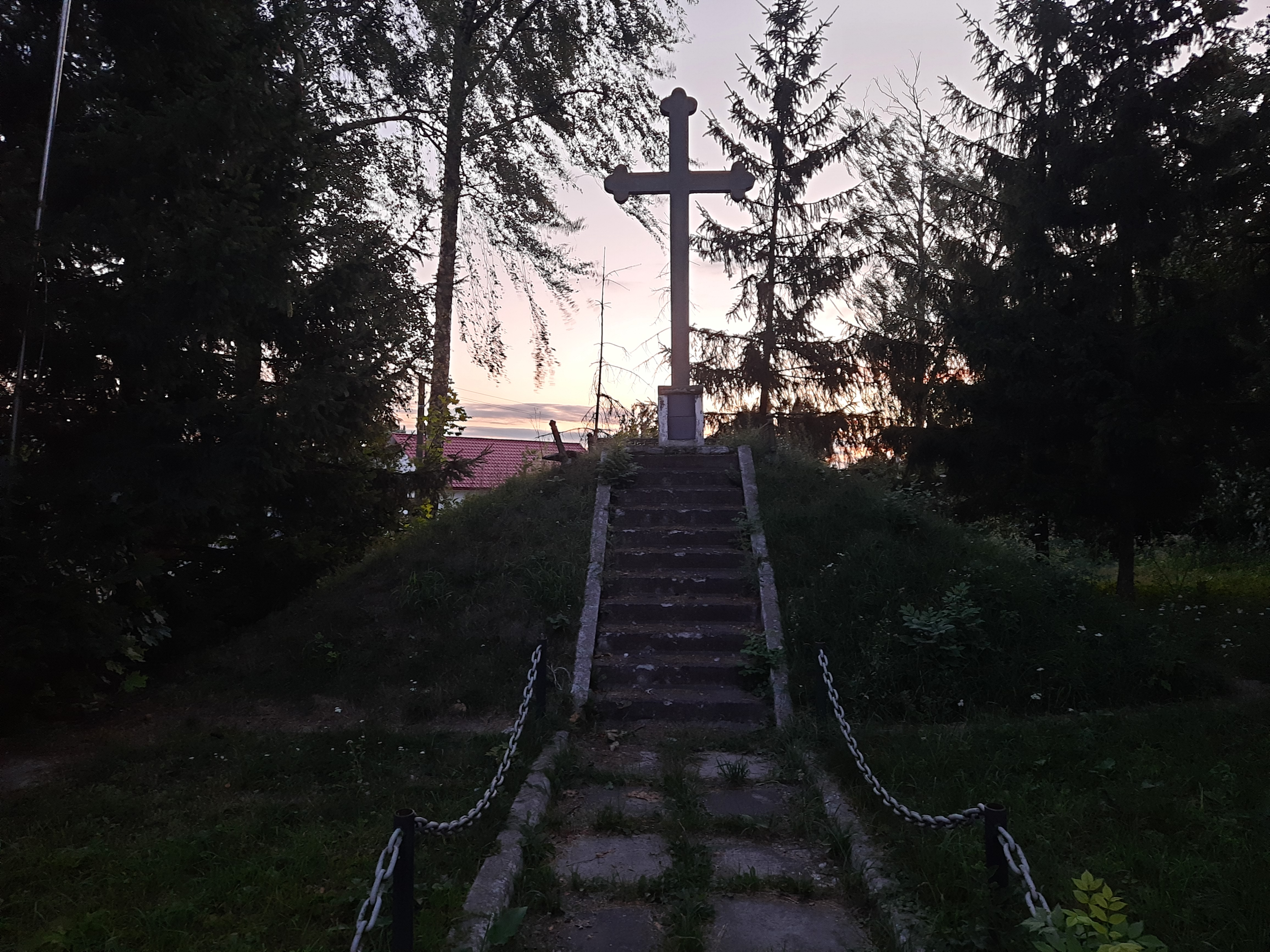
Символічна могила Борцям за волю України
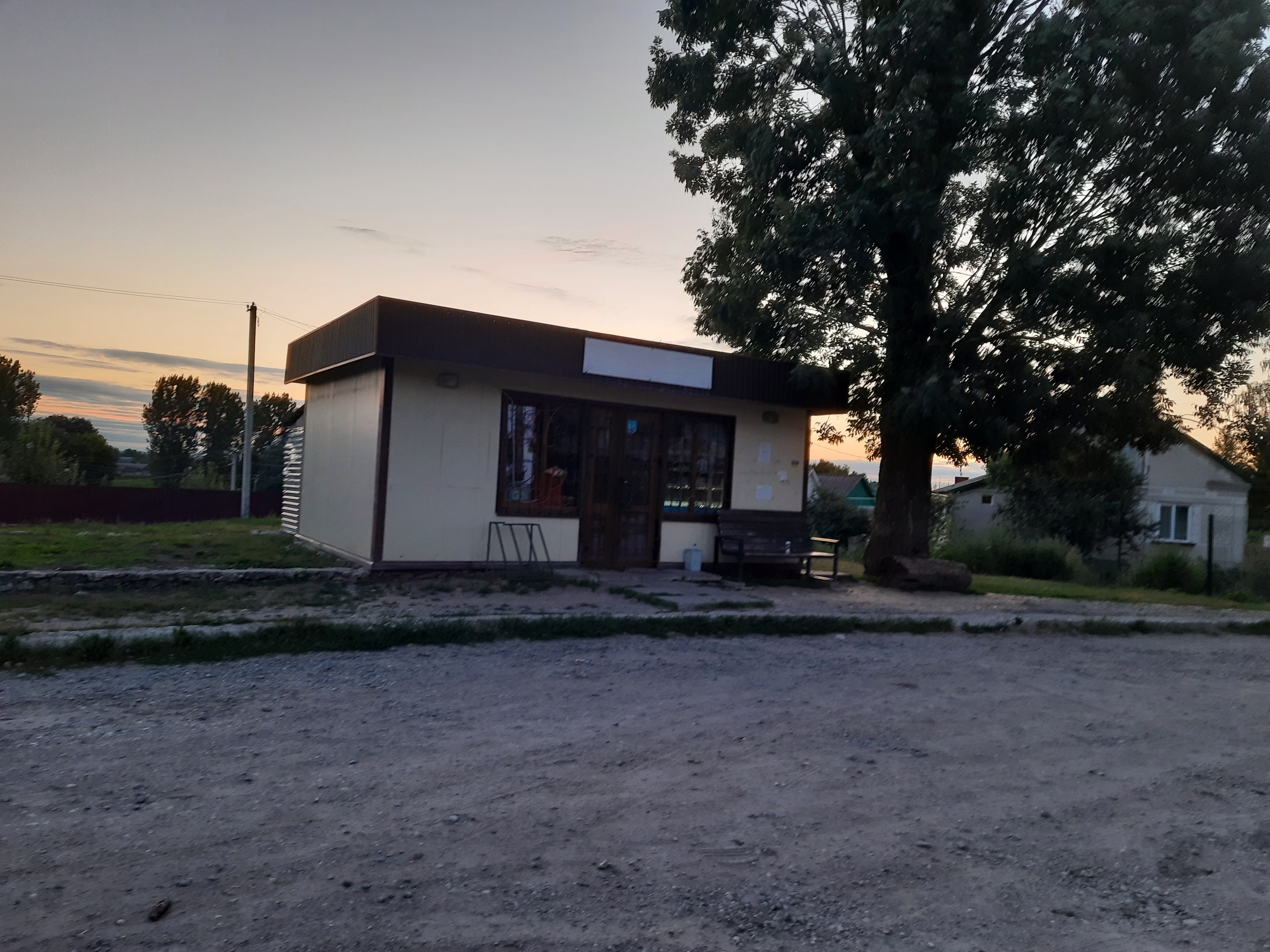
Крамничка
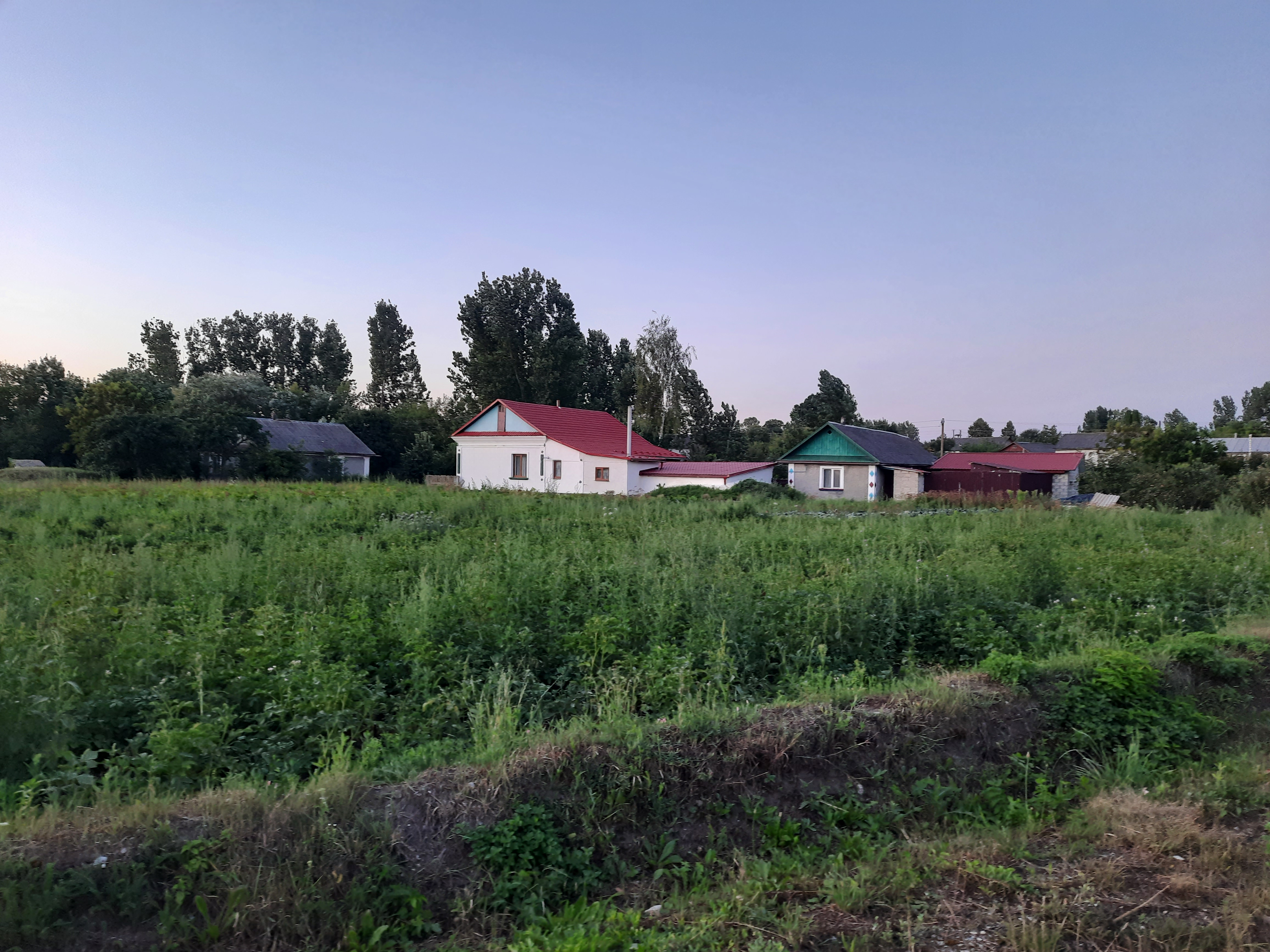
Сільський краєвид
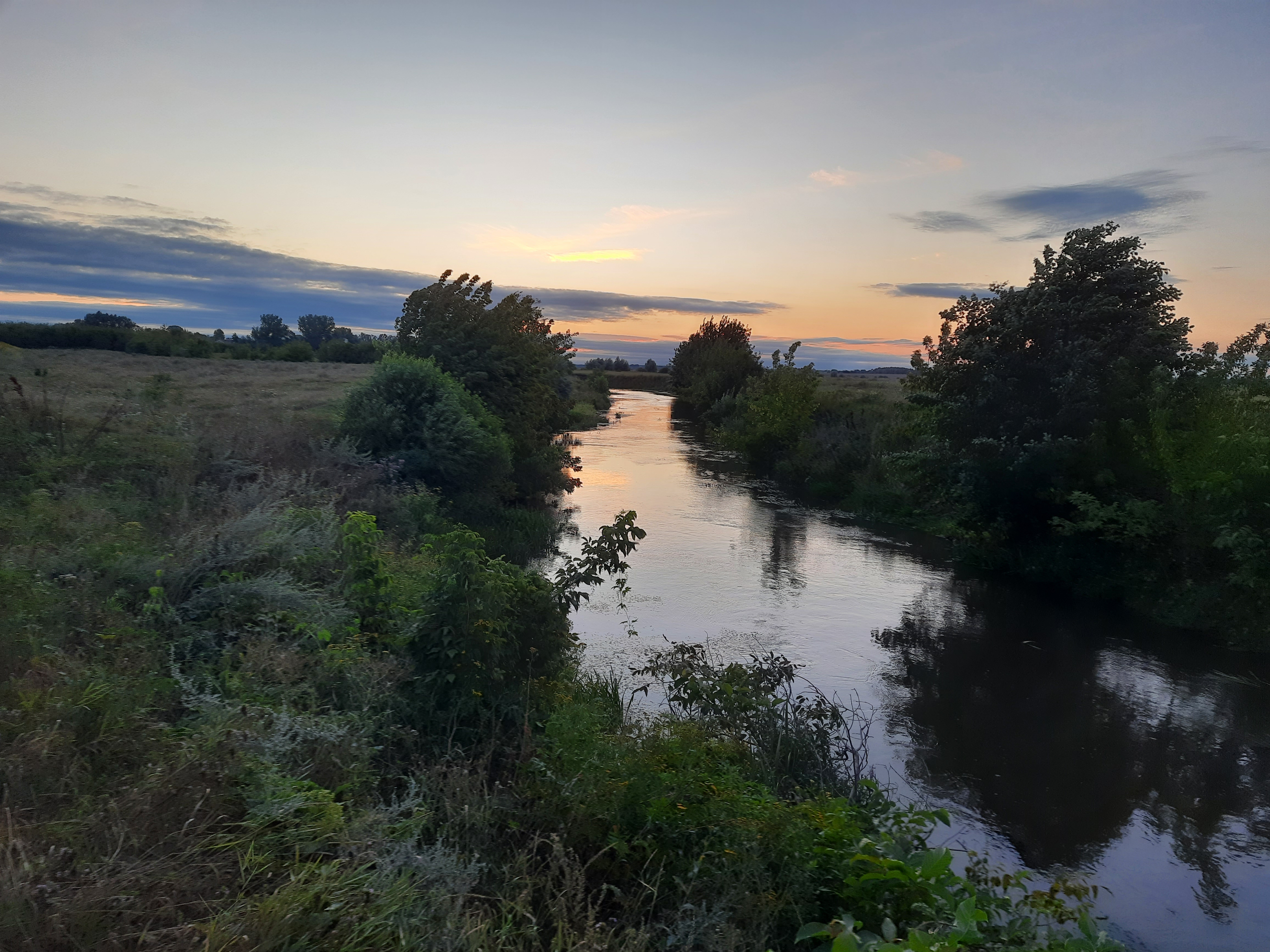
Річка Горинь біля села